# François Athanase de Charette de la Contrie
François Athanase de Charette de la Contrie (* 21. April 1763 in Couffé, Département Loire-Atlantique; † hingerichtet am 29. Februar 1796 in Nantes) war ein französischer Marineoffizier und einer der Anführer der Armée catholique et royale de Vendée während des dortigen Aufstandes in den Jahren 1793 bis 1796.

## Leben

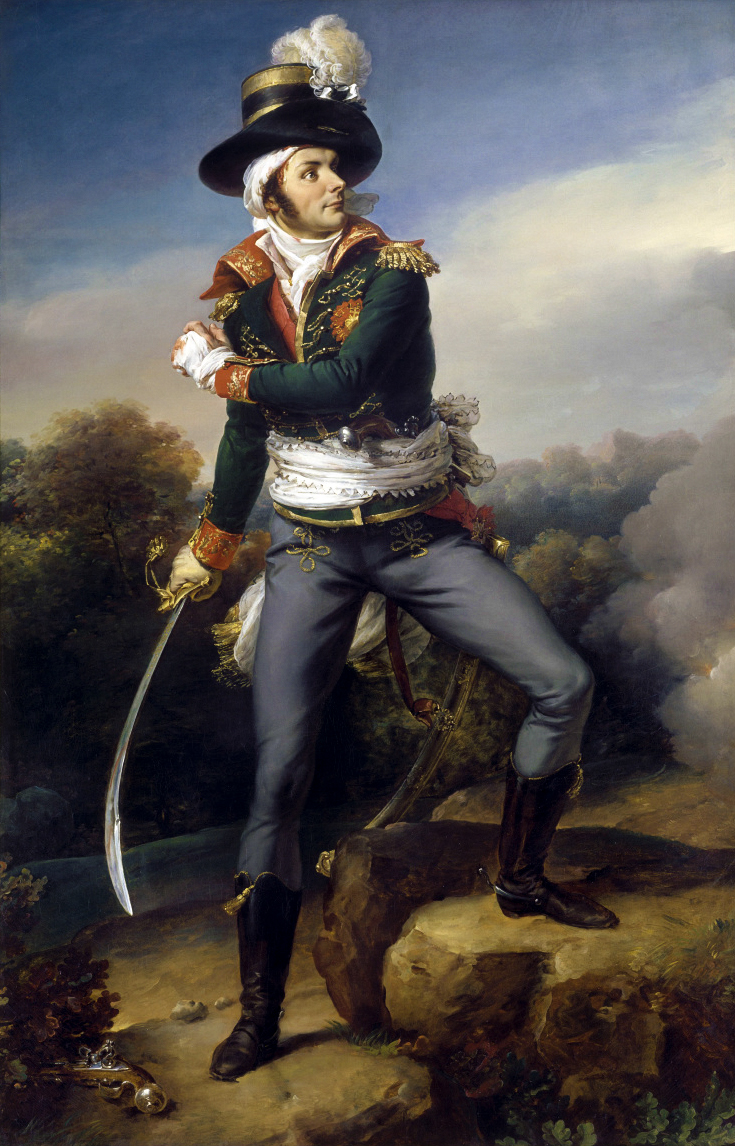
François de Charette. Posthumes Ölgemälde von Guérin (1819).
Charettes Unterschrift:

François de Charette stammte aus einer Familie des französischen Landadels in der Département Vendée, einer Region im Westen Frankreichs. Nach einer 1779 begonnenen Ausbildung an einer Marineschule diente er als Offizier unter Toussaint-Guillaume Picquet de la Motte und Luc Urbain du Bouëxic de Guichen und nahm am Amerikanischen Unabhängigkeitskrieg teil. Beim Ausbruch der Französischen Revolution im Jahr 1789 quittierte Charette seinen Dienst in der Armee. Für nur kurze Zeit emigrierte er nach Koblenz und beteiligte sich nach seiner Rückkehr nach Frankreich an der Verteidigung Ludwigs XVI. und seiner Familie während des Sturms auf die Tuilerien am 10. August 1792.
Nach Aussage seiner Biografen soll er beim Ausbruch des Aufstandes der Vendée im Frühjahr 1793 von den Bauern seiner Heimat gedrängt worden sein, ihre Führung zu übernehmen. Am 10. März 1793 – eine Woche nach Beginn der Erhebung – gelang den von ihm geführten Truppen die Rückeroberung des Ortes Machecoul, womit Charette das gesamte Pays de Retz, eine Region südlich der Mündung der Loire kontrollierte. Bis zum gescheiterten Versuch der Eroberung von Nantes Ende Juni 1793 spielte Charette eine eher untergeordnete Rolle und so erhielt nach dem Tode Cathelineaus am 14. Juli 1793 auch d’Elbée statt seiner den Oberbefehl über die royalistisch-katholischen Truppen.
Nach der vorläufigen Niederschlagung des Aufstandes im Dezember 1793 und dem Ende der großen Schlachten zwischen Royalisten und Republikanern begann er einen Guerillakampf, in dem ihm 1794 mit der Einnahme eines republikanischen Feldlagers bei Saint-Christophe nahe Challans noch ein größerer militärischer Sieg gelang.
Am 17. Februar 1795 unterzeichnete er schließlich im Schloss von Jaunaye, nahe Vertou gemeinsam mit Emissären des Nationalkonvents einen Friedensvertrag, den er jedoch nur fünf Monate einhielt. Auf das Versprechen der Engländer hin, ihn mit einer Landungsoperation zu unterstützen, griff er am 23. Juli 1795 wieder zu den Waffen und wurde am 22. Februar 1796 – nachdem er von Ludwig XVIII. zum Kommandanten der royalistischen Truppen ernannt worden war – gefangengesetzt und sieben Tage später in Nantes hingerichtet.